# Article 3 de la Charte canadienne des droits et libertés
L'article 3 de la Charte canadienne des droits et libertés est l'article de la Charte des droits de la Constitution du Canada qui consacre dans la constitution la garantie du droit de vote pour tous les citoyens du Canada, ainsi que le droit d'être éligible lors des élections pour représenter leurs concitoyens.
Ce droit est l'un de ceux qui ne peuvent être affectés par la disposition de dérogation, empêchant ainsi le Parlement du Canada ou tout gouvernement provincial de retirer le droit de vote aux citoyens, qui, selon les tribunaux, peuvent l'exercer de façon rationnelle. Cependant, toute décision concernant les personnes qui peuvent exercer ce droit de façon rationnelle est sujette aux limites prévues à l'article 1 de la Charte

## Texte
Sous la rubrique des Droits démocratiques, l'article se lit comme suit :

« 3. Tout citoyen canadien a le droit de vote et est éligible aux élections législatives fédérales ou provinciales. »

— Article 3 de la Charte canadienne des droits et libertés

## Interprétation
En général, les tribunaux interprètent l'article 3 de façon plus généreuse qu'un simple droit de voter. Comme il est écrit dans l'arrêt Figueroa c. Canada (2003), l'article est interprété comme une garantie constitutionnelle de « jouer un rôle important dans le processus électoral, » ce qui en retour encourage le « respect de la diversité des croyances et des opinions » par le gouvernement. Toutefois, cela ne signifie pas que les groupes d'intérêts ont une liberté totale pour promouvoir leurs croyances et opinions. Puisque l'électeur doit avoir la chance de faire l'équilibre de différentes idées avant de participer de façon importante dans une élection, la Cour suprême, dans l'arrêt Harper c. Canada (2004), a maintenu des lois limitant le montant qu'un même groupe a le droit de dépenser lors d'une élection (afin d'empêcher la monopolisation de la campagne).

## Suffrage
Aucun droit de vote formel n'existait au Canada avant l'adoption de la Charte. Il n'y en avait aucune mention, par exemple, dans la Déclaration canadienne des droits. En effet, dans l'arrêt Cunningham v. Tomey Homma (1903), la cour a jugé que le gouvernement pouvait légalement retirer le droit de vote aux Canadiens-japonais et aux Sino-Canadiens (quoique les deux groupes visés ont acquis ce droit avant l'entrée en vigueur de l'article 3).
L'article a engendré une certaine jurisprudence ayant eu pour effet d'étendre la portée du droit. En 1988, l'article 3 a été utilisé pour accorder le droit de vote aux juges fédéraux et aux patients dans les institutions psychiatriques. Un exemple plus controversé est l'arrêt Sauvé c. Canada (2002), qui a accordé le droit de vote aux prisonniers. Ils ont pu exercer ce droit pour la première fois lors de l'élection fédérale de 2004, malgré l'opposition publique du chef du Parti conservateur Stephen Harper.

## Taille des circonscriptions
Bien que non explicité dans la Charte, la Cour suprême a jugé que l'article 3 garantit une certaine dose d'égalité dans l'exercice du vote. Dans la référence sur les circonscriptions électorales provinciales (1991), il fut jugé que les circonscriptions électorales devaient avoir environ le même nombre d'électeurs, bien que la perfection ne soit pas obligatoire. Le raisonnement derrière cette extension de la portée de l'article 3 est que cela reflète l'objectif original de l'article, c'est-à-dire de permettre la « représentation effective. » La concession que la perfection n'est pas nécessaire est issue du fait que la perfection n'était pas pratique, vu les limites qu'impose la géographie au tracé des limites ainsi qu'un désir général d'offrir une meilleure représentation aux minorités. Bien que les circonscriptions de la Saskatchewan furent jugées valides dans l'arrêt de 1991, celles de l'Île-du-Prince-Édouard furent jugées inconstitutionnelles par les tribunaux et la carte électorale de la province a dû être redessinée.

## Référendums
Bien que la portée de l'article 3 ait été étendue pour inclure la taille des circonscriptions, elle n'a pas été élargie jusqu'à garantir le droit de voter lors d'un référendum. Dans Haig c. Canada (1993), la Cour a jugé que puisque l'article 3 a été rédigé en référence précise à l'élection de représentants, le droit ne pouvait inclure la participation à un « moyen de recueillir des opinions. » Il fut également noté que contrairement aux élections, les gouvernements ne sont pas tenus d'organiser des référendums ; ils ne sont pas non plus tenus de respecter le résultat d'un référendum. Ainsi, la façon dont un référendum est organisé est entièrement à la discrétion du gouvernement.

## Rapport avec la clause nonobstant
D'après l'arrêt Hak c. Procureure générale du Québec de 2021, il n'est pas possible d'utiliser la clause nonobstant pour interdire le port de signes religieux par des membres de l'Assemblée nationale parce que l'article 3 n'est pas couvert par la disposition de dérogation de la Charte canadienne. Bien que l'article 3 ait  été  plaidé dans cette affaire comme ayant un sens sociopolitique large (les activités sociales et politiques des femmes), le tribunal n'a pas accepté ce sens sociopolitique large et s'en est tenu au sens traditionnel des droits politiques : il a seulement invalidé la Loi sur la laïcité de l'État sur le plan électoral pour les membres élus de l'Assemblée nationale.
Dans l'arrêt, Toronto (Cité) c. Ontario (Procureur général), la Cour suprême refuse d'étendre les droits démocratiques de l'article 3 aux conseillers municipaux. En outre, cette décision rejette les tentatives de contourner la clause nonobstant au moyen d'une intégration des droits démocratiques de l'article 3 avec les privilèges historiques de la Magna Carta, laquelle donnait un statut particulier aux coutumes des municipalités. Puisque le constituant canadien de 1867 et celui de 1982 connaissaient l'importance des municipalités et ne leur a pas attribué de statut constitutionnel à ce moment-là, il n'est pas possible d'invoquer la Magna Carta pour renforcer les droits démocratiques des municipalités ou pour plaider des droits prétendument résiduaires qui seraient issus de celle-ci.

### Source
- (en) Cet article est partiellement ou en totalité issu de l’article de Wikipédia en anglais intitulé « Section Three of the Canadian Charter of Rights and Freedoms » (voir la liste des auteurs).